# Felice Alessandri

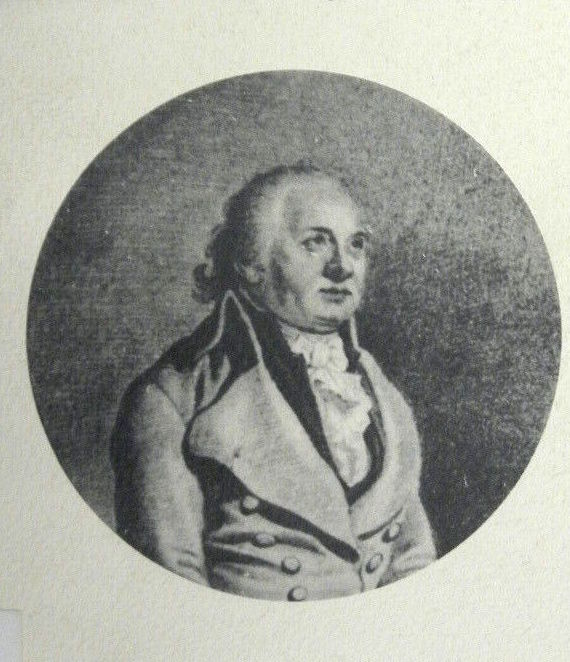
Felice Alessandri

Felice Alessandri (Roma ?, 24 novembre 1747 – Casinalbo, 15 agosto 1798) è stato un compositore italiano che non deve essere confuso con i coevi compositori Gennaro D'Alessandro (napoletano), Alessandro Felici (fiorentino) e Luigi Alessandri (senese).

## Biografia
Dopo aver studiato musica a Napoli, debuttò nel 1765 a Roma con la rappresentazione del suo primo lavoro, l'oratorio Il Tobia. Successivamente fu attivo a Torino, dove prestò servizio come maestro di cappella e clavicembalista, e a Parigi, ove riscosse notevole successo dirigendo i Concert Spirituel. Tornato in Italia nel 1767, fu dapprima a Verona per mettere in scena l'Ezio, la sua prima opera, e poi a Venezia per rappresentare Il matrimonio in concorso.
Poco dopo si recò con la moglie, la cantante Maria Lavinia Guadagni (sorella del cantante castrato Gaetano Guadagni), a Londra, dove scrisse alcune sue opere buffe per l'Haymarket Theatre, e dove diresse lavori di altri compositori, come Baldassare Galuppi e Niccolò Piccinni. Fu nel 1768 a Vienna per dare L'argentino e nel 1770 di nuovo a Londra, questa volta come virtuoso del clavicembalo.
Continuò il suo viaggio per l'Europa sostando nel 1773 a Genova e a Dresda; giunse infine a Torino, dove rimase dall'autunno 1774 all'aprile 1775 lavorando sempre come operista. Dopo essersi fermato a Venezia, l'anno successivo fu ospite del compositore e tenore francese Joseph Legros a Parigi, con il quale diresse i Concert Spirituel e dove scrisse musica per i Concert des Amateurs.
Nel 1778 lasciò la capitale francese per andare a Milano per dare l'opera Calliroe e il 1º gennaio 1779 il balletto Venere in Cipro al Teatro alla Scala, aperto proprio qualche mese prima. 
Negli anni seguenti fu sempre impegnato nel scrivere opere per i principali teatri italiani; in questo periodo fu attivo principalmente a Padova, città in cui fu direttore del Teatro Nuovo e dove scrisse la cantata Le virtù rivali dedicata al Vice Podestà di Padova Alvise Mocenigo.
Nel 1786 andò a San Pietroburgo per prestare servizio presso la Corte Imperiale Russa, ma ad attenderlo non trovò altro che un posto d'insegnante, quindi nell'autunno del 1789 decise di abbandonare la Russia e recarsi a Berlino, dove fu nominato vice maestro di cappella dell'opera di corte. La sua permanenza alla corte prussiana non fu delle migliori: infatti fu spesso in contrasto con i colleghi (specialmente con il direttore della cappella Johann Friedrich Reichardt) e con il re Federico Guglielmo II e i suoi lavori teatrali furono quasi tutti dei fiaschi (si ricordano in particolare Dario, il pasticcio Vasco de Gamo e Alboino).
Nell'autunno del 1792 non gli restò che ritornare in Italia e dopo aver rappresentato Virginia a Venezia nel 1793, Medea a Parigi e Zemira e Armida a Padova, diede la sua ultima opera dal titolo sconosciuto a Modena al Teatro Rangoni, città nella quale entrò come membro dell'Accademia dei Filarmonici il 16 febbraio 1796.

## Considerazioni sull'artista
Nei suoi lavori teatrali egli faceva riferimento ai modelli convenzionali usati nelle opere dei compositori suoi contemporanei. Le opere serie degli anni novanta risentono del cambiamento che sta subendo questo genere, infatti si notano la presenza di cori, scene complesse e uso della pantomima. Le sue opere comiche invece riflettono i tipici drammi giocosi dell'epoca con elementi dell'opera semiseria.

### Opere
- Argea (G. D. Boggio), Teatro Regio di Torino, carnevale 1772 diretta da Gaetano Pugnani con Lucrezia Agujari;
- Alcina e Ruggero o L'isola di Alcina ossia Alcina e Ruggiero CN. (Vittorio Amedeo Cigna-Santi), Teatro Regio di Torino, carnevale 1775 diretta da Pugnani con Giacomo David;
- Attalo re di Bitinia (A. Salvi), Firenze, teatro degl'Immobili in via della Pergola, settembre 1780;
- Arbace (G. Sertor), Roma, teatro di Torre Argentina, 29 dic. 1781;
- Creso (G. G. Pizzi), Pavia, teatro dei Quattro Cavalieri, primavera 1774;
- Il vecchio geloso (Giovanni Bertati), Milano, teatro alla Scala, 1º ottobre 1781, e Padova, teatro Obizzi, 3 nov. 1782, con il titolo Il marito geloso;
- La villanella rapita (G.Bertati), Bologna, teatro Formagliari, autunno 1784;
- L'imbroglio delle tre spose (G. Bertati), Firenze, teatro degl'Immobili, primavera 1784;
- Virginia (A. Pepoli), Venezia, Teatro La Fenice, 26 dic. 1793 con Girolamo Crescentini;
- L'oratono in latino Bethulia liberata fu cantato in una accademia privata a Padova nel 178

### Musica sinfonica
- Six concertos for the harpsichord with accompanyments for two violins and a violoncello, Welcker, London (1769),
- Six sonatas for two violins and a thorough bass for the harpsichord...,Welcker, London (c. 1770)
- Sei sinfonie a 8. Due violini, viola, due oboe, due corni, e basso...Opera sesta. Au Bureau Musical, Paris (c. 1780).